# Saint Maud
Saint Maud ist ein Mystery-Horrorfilm von Rose Glass, der am 19. September 2019 im Rahmen des Fantastic Fest seine Premiere feierte und am 9. Oktober 2020 in die Kinos im Vereinigten Königreich kam.

## Handlung
Früher einmal arbeitete die junge Krankenschwester Maud im staatlichen Gesundheitswesen, jetzt wurde sie über eine private Agentur an die unheilbar kranke Patienten Amanda Kohl vermittelt. Die einst gefeierte Avantgarde-Tänzerin und Choreografin hat sich aufgrund ihrer Krankheit in ein englisches Küstenstädtchen zurückgezogen und zelebriert gelangweilt die letzten Stadien ihrer eigenen Sterblichkeit. Sie lässt sich von Maud die Zeit zwischen den Besuchen ihrer Geliebten vertreiben, doch ihre Pflegerin glaubt, der Umgang mit der jungen Carol tue ihr nicht gut. 
Maud erfährt immer wieder mit Schmerzen verbundene Visionen, von denen sie glaubt, es handele sich um Botschaften, die von Gott höchstpersönlich stammen. Sie glaubt fest an ihre Bestimmung, die Seele ihrer depressiven, trinkfesten, lesbischen Patientin retten zu können. Amanda ihrerseits ist ebenso entschlossen, ihre seltsame neue Betreuerin ein wenig lockerer zu machen.

## Produktion
Regie führte Rose Glass, die auch das Drehbuch schreib. Es handelt sich bei Saint Maud nach einer Reihe von, teils experimentellen, Musikvideos und Mystery- und Horror-Kurzfilmen um ihr Langfilmdebüt als Regisseurin. In Rückblenden sind Krankenhausszenen zu sehen, die wie andere im Film versteckte Hinweise darauf hindeuten, dass einem von Mauds früheren Patienten etwas Schlimmes zugestoßen sein muss, für das die Krankenschwester möglicherweise verantwortlich war. Erst nach und nach erfährt der Zuschauer, dass Mauds religiöse Bekehrung erst vor kurzem stattgefunden hat und sie den Namen Maud neu angenommen hat. Zuvor hieß sie Kate und arbeitete im staatlichen Gesundheitswesen. Bis zum Ende sei nicht ganz klar, ob sich Maud in einem ekstatischen Zustand befindet, in dem das Übernatürliche möglich ist, oder das Gezeigte nur ihrer Fantasie entspringt, so Leslie Felperin von The Hollywood Reporter.

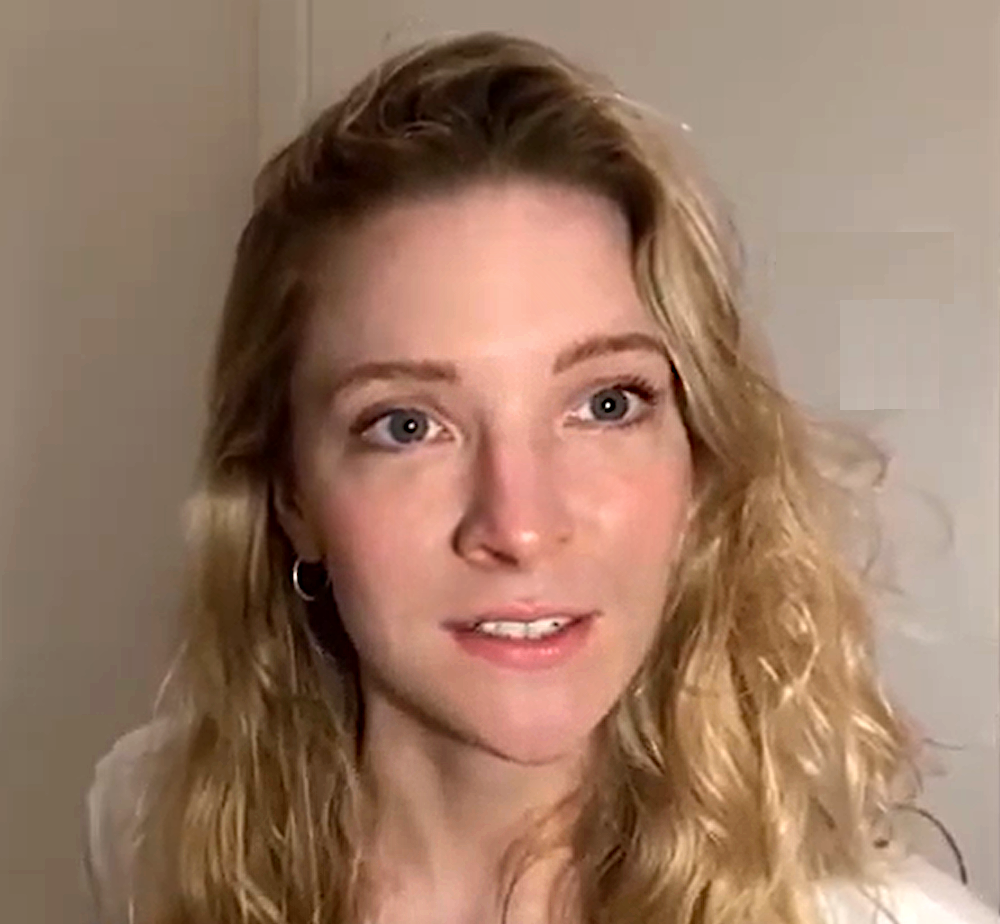
Morfydd Clark spielt in der Titelrolle Maud

Jennifer Ehle spielt die sterbenskranke, ehemalige Tänzerin und Choreografin Amanda Kohl. Morfydd Clark übernahm die Titelrolle ihrer neuen Pflegerin Maud. In der Rolle von Amandas junger Geliebten Carol ist Lily Frazer zu sehen.
Die Dreharbeiten fanden in fünf Wochen in North London und den Straßen der Küstenstadt Scarborough im Norden Englands statt. Als Kameramann fungierte Ben Fordesman, als Szenenbildnerin Paulina Rzeszowska.
Die Filmmusik komponierte Adam Janota Bzowski, das Sounddesign stammt von Paul Davies.
Der Film feierte im September 2019 beim Fantastic Fest seine Premiere. Am 9. Oktober 2020 kam er in die Kinos im Vereinigten Königreich. Ein im Frühjahr 2020 angesetzter Starttermin in den USA wurde wegen der Coronavirus-Pandemie auf unbestimmte Zeit verschoben. Im August 2020 wurde er beim Sarajevo Film Festival vorgestellt. Die Online-Ausgabe erfolgte über die hauseigene Festival-VoD-Plattform. Im September 2020 wurde er beim Slash Filmfestival vorgestellt und im Oktober 2020 beim Sitges Film Festival in der Sektion Noves Visions gezeigt. Am 13. Mai 2021 soll er in das Programm von Amazon Prime Video aufgenommen werden.

## Rezeption

### Kritiken
Der Film wurde von 92 Prozent aller bei Rotten Tomatoes erfassten Kritiker positiv bewertet und erhielt 8 von möglichen 10 Punkten. Auf Metacritic erhielt er einen Metascore von 83 von 100 möglichen Punkten. Häufig wurde Saint Maud dabei mit Horrorfilmen wie Der Exorzist und Carrie verglichen, aber auch mit anderen Filmen mit fanatisch-religiöser Thematik, wie First Reformed.
Leslie Felperin von The Hollywood Reporter schreibt, da die deutsche Königin Mathilde, die im 10. Jahrhundert lebte, eine übermäßig fromme Frau war, sei es nicht verwunderlich, warum die Hauptfigur sich entschieden hat, sich nach ihrem Trauma als Maud neu taufen zu lassen und sich zum Christentum zu bekennen. Die gestörte Palliativpflegerin werde von Morfydd Clark mit subtiler, gleichzeitig aber auch glühender Leidenschaft gespielt.
Guy Lodge von Variety vergleicht Maud mit Carrie White, und sie werde von Clark mit brillanter Intensität gespielt, wodurch sie zu einer Genre-Antiheldin werde, die man gleichzeitig schätzen kann, sie aber auch schützen und vor ihr zurückschrecken will. Er erklärt, Saint Maud sei nicht nur ein Horrorfilm, sondern gleichzeitig auch eine Charakterstudie und religiöse Untersuchung.
In der vom British Film Institute im Filmmagazin Sight & Sound veröffentlichten Top 10 der Filme des Jahres 2020 findet sich Saint Maud auf Platz 5.

### Auszeichnungen
BAFTA Scotland Awards 2021
- Auszeichnung als Beste Schauspielerin (Morfydd Clark)[18]

British Academy Film Awards 2021
- Nominierung als Bester britischer Film
- Nominierung als Bestes Debüt eines britischen Drehbuchautors, Regisseurs oder Produzenten[19]

British Independent Film Awards 2020
- Auszeichnung für die Beste Kamera (Ben Fordesman)
- Auszeichnung mit dem „The Douglas Hickox Award (Debut Director)“ (Rose Glass)
- Nominierung als Best British Independent Film
- Nominierung für die Beste Regie (Rose Glass)
- Nominierung für das Beste Drehbuch (Rose Glass)
- Nominierung als Beste Schauspielerin (Morfydd Clark)
- Nominierung als Beste Nebendarstellerin (Jennifer Ehle)
- Nominierung als Breakthrough Producer (Oliver Kassman)
- Nominierung für die Beste Filmmusik (Adam Janota Bzowski)
- Nominierung für den Besten Filmschnitt (Mark Towns)
- Nominierung für das Beste Kostümdesign (Tina Kalivas)
- Nominierung für das Beste Szenenbild (Paulina Rzeszowska)
- Nominierung für den Besten Ton (Paul Davies)
- Nominierung für die Besten Effekte (Scott Macintyre, Baris Kareli & Kristyan Mallett)
- Nominierung für das Beste Make-up und die besten Frisuren (Jacquetta Levon)
- Nominierung für das Beste Casting (Kharmel Cochrane)
- Nominierung für das Beste Debüt-Drehbuch (Rose Glass)[20]

London Critics’ Circle Film Awards 2021
- Auszeichnung als Bester britischer Film
- Auszeichnung als Beste britische Darstellerin (Morfydd Clark, auch für Eternal Beauty)
- Auszeichnung für die Beste britische Nachwuchsregie (Rose Glass)
- Nominierung als Bester Film
- Nominierung für die Beste Regie (Rose Glass)
- Nominierung für das Beste Drehbuch (Rose Glass)
- Nominierung als Beste Hauptdarstellerin (Morfydd Clark)
- Nominierung als Beste Nebendarstellerin (Jennifer Ehle)[21][22]

London Film Festival 2019
- Lobende Erwähnung – Bester Film (Rose Glass)
- Nominierung als Bester Film im Official Competition (Rose Glass)

Sitges Film Festival 2020
- Nominierung als Bester Film für den New Visions Award (Rose Glass)[23]

Sunset Circle Awards 2020
- Nominierung als Bester Film
- Nominierung als Beste Schauspielerin (Morfydd Clark)
- Nominierung als Director to Watch (Rose Glass)[24]